# Walter Biagini
Walter Biagini (Ancona, 22 agosto 1961) è un ex calciatore italiano, di ruolo difensore, attualmente osservatore dell'Ancona.

## Carriera
Dopo gli inizi nella Primavera del Torino, all'inizio della stagione 1980-1981 viene ceduto a titolo definitivo al Parma, con la cui maglia colleziona 94 presenze in tre campionati di Serie C1.
Nell'estate 1983 si trasferisce all'Avellino, squadra con cui prende parte ad un campionato di Serie A, con 13 gare ed una rete all'attivo, messa a segno all'80' della partita persa sul campo della Roma per 3-2; con gli irpini debutta l'11 settembre 1983 in Avellino-Milan 4-0.
L'anno seguente passa alla Triestina, con cui colleziona 88 presenze e 3 gol in tre campionati di Serie B, intervallati dalla stagione 1985-1986 durante la quale difende i colori del Varese.
Successivamente gioca con Genoa (solo una presenza in Coppa Italia contro la Virescit),Taranto e Catania.

## Palmarès

### Club

#### Competizioni nazionali
- Campionato Interregionale: 1

Gualdo: 1991-1992